# متوسط هندسي

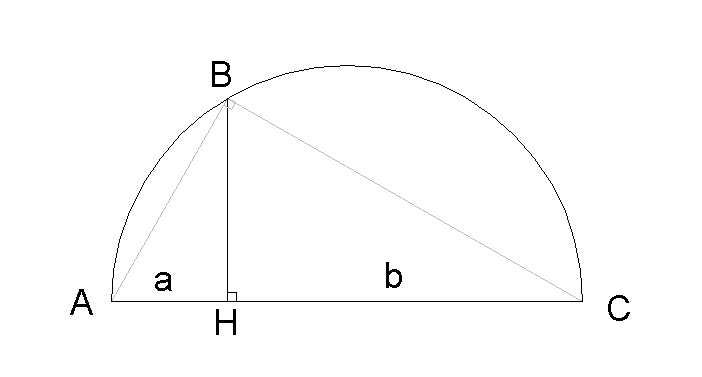

في الرياضيات، المتوسط الهندسي هو نوع من المتوسطات أو المعدّلات التي تقيس النزعة المركزية أو القيمة النموذجية لمجموعة معطيات. ويشبه المتوسط الهندسي نظيره، المتوسط الحسابي، وهو ما يخطر ببال معظم الناس عندما يفكرون بكلمة "متوسّط"، إلا أنّه بدلاً من أن يتم جمع القيم في المجموعة والقسمة على عدد الحدود فيها، يتم حساب الجذر الـn لحاصل ضرب حدود المجموعة، حيث n هو عدد الحدود.
على سبيل المثال، فإنّ المتوسط الهندسي للعددين 2 و8 ما هو إلاّ الجذر التربيعي لحاصل ضربهما (16)، أي 4. وفي مثال آخر، فإنّ المتوسط الهندسي للأعداد 1 و2/1 و4/1 هو الجذر التكعيبي لحاصل ضربهم (0.125)، أي 2/1.
وتأتي تسمية المتوسط الهندسي من ما يلي: إنّ المتوسط الهندسي لعددين، a وb يعادل طول ضلع مربع تساوي مساحته مساحة مستطيل أطوال ضلعيه هما a وb، أي ما هو الـg الذي يحقّق {\displaystyle g^{2}=a\cdot b}. وبشكل مماثل، فإنّ المتوسط الهندسي لثلاثة أعداد هي a وb وc يعادل طول ضلع المكعب الذي يساوي حجمه حجم متوازي مستطيلات أطوال أضلاعه هي a وb وc.
إنّ المتوسط الهندسي معرّف فقط لمجموعة أعداد فيها كل الحدود موجبة. كما ويستخدم غالبًا في الحالات التي تكون فيها المعطيات هي قيمًا من المفروض أن تضرب بعضها ببعض، أو تلك المعطيات ذات الطابع الأسي، كالنمو الأسي لمجموعات سكانية، أو لحساب نسبة الفائدة المعدلة على مر عدة سنين. وإنّ المتوسط الهندسي هو واحد من المتوسطات البيثاغورية الثلاثة، بالإضافة إلى المتوسط الحسابي والمتوسط التوافقي.

## حساب
يتم حساب المتوسط الهندسي لمجموعة معطيات {\displaystyle \left[a_{1},\dots ,a_{n}\right]} بواسطة:
{\displaystyle {\bigg (}\prod _{i=1}^{n}a_{i}{\bigg )}^{1/n}={\sqrt[{n}]{a_{1}\cdot a_{2}\cdots a_{n}}}.}
وإذا ما أردنا حساب المتوسط الهندسي لمجموعة آخذة بالكبر، سيكون المتوسط الهندسي بعد الحصول على الحد الـn هو:
{\displaystyle {\bar {a}}_{n+1}={\sqrt[{n+1}]{{\bar {a}}_{n}^{n}\cdot a_{n+1}}}}
حيث {\displaystyle {\bar {a}}_{k}} هو المتوسط الهندسي للحدود {\displaystyle a_{1},\dots ,a_{k}}.

## خواص
- وفق متراجحة المعدلات، فإنّ المتوسط الهندسي للمجموعة دائمًا أصغر من أو مساوٍ للمتوسط الحسابي للمجموعة، وأكبر من أو مساوٍ للمتوسط التوافقي:

{\displaystyle \ {\frac {n}{{\frac {1}{a_{1}}}+\dots +{\frac {1}{a_{n}}}}}\leq (a_{1}\cdots a_{n})^{1/n}\leq {\frac {a_{1}+\dots +a_{n}}{n}}}
ويكون التعادل فقط إذا كانت جميع الحدود في المجموعة متساوية.